# 생트푸아 전투
생트푸아 전투(Battle of Sainte-Foy)는 프렌치 인디언 전쟁 기간 중인 1760년 4월에 캐나다의 퀘벡에서 벌어진 프랑스와 영국의 전투이다. 퀘벡 탈환을 시도한 세발리에 드 레비 휘하의 프랑스군이 존 머리 장군이 이끄는 영국에 승리를 거두었다. 이 전투는 전년에 일어났던 아브라함 평원의 전투보다 더 치열한 전투였다. 프랑스군은 833명의 사상자가, 영국군은 1,124명의 사상자가 발생했다. 또한 이 승리는 프랑스가 영국에게 항복하기 전에 거둔 최후의 승리가 되었다.

## 개요

### 퀘벡 탈환
아브라함 평원 전투에서 패배를 당한 프랑스는 몬트리올로 퇴각했지만 여전히 영국군으로부터 삼면(세인트로렌스강, 샹플랭 호수, 온타리오 호수)으로 포위되어 있었다. 퀘벡을 탈환하기 위해, 또한 영국군 지휘관인 제임스 머리가 새로운 요새를 만들려는 계획을 저지하기 위해도 무기를 준비하고 행동에 나설 필요가 있었다. 게다가 눈이 완전히 녹기 전, 세인트로렌스 강에서 얼음이 사라지기 전에 최신 장비를 갖춘 머리의 주둔 부대에 기습을 가할 생각이었다. 영국군 지휘관인 머리는 프랑스 군의 절반 정도 밖에 병력이 없었고, 게다가 긴 겨울 동안 괴혈병으로 약해져 있었다. 대포를 많이 갖추고 있기는 하지만, 프랑스와 일전을 벌이는 것은 매우 대담한 것이었다.

## 전투

### 병력
프랑수아 가스통 드 레비의 지휘 하에 있는 프랑스군 병력은 5,900명이었다. (12,000명에 달했다는 설도 있음) 반면, 영국군은 3,000명이었다. 병력은 프랑스가 훨씬 우세했지만 대포는 단 3대였다.

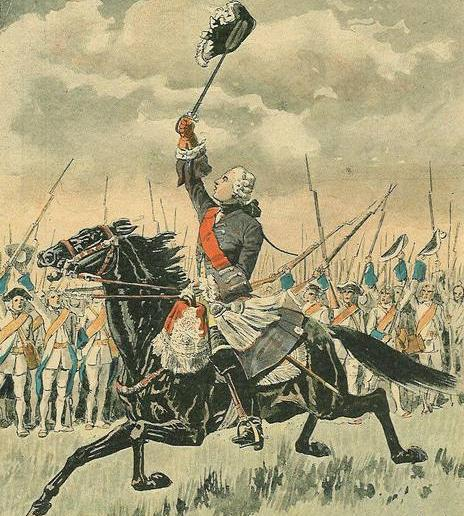
사기를 진작시키는 세발리에 드 레비

양군은 전년에 이어 또 다시 퀘벡 서쪽의 아브라함 평원에서 서로 만났다. 머리의 3,886명의 병사는 10대 정규군 부대와 혼성 경보병 부대, 그리고 2개 레인저스 보병중대였다. 전장을 모두 메우는데 일반적으로 팔꿈치와 팔꿈치가 닿을 정도의 정렬이 아닌 2층식으로 전후 3단계 간격으로 세로로 정렬했다. 부대와 부대 사이에는 37m의 거리가 있었다. 경보병 부대는 우익을 지켰다. 정렬된 순서로, 오른쪽에서 왼쪽으로, 제48, 제15, 제58 보병연대가 있었고, 두 번째에는 제60 소총 부대, 제43, 제47, 제78, 제28 보병 연대가 자리를 잡았다. 레인저스와 지원병은 좌익을 맡았다. 우익의 예비대로서 제35 보병연대가 있었다. 또한, 제 60연대의 제3대대는 좌익 예비대였다. 보병을 엄호하기 위해 20문의 대포와 2기의 유탄포가 있었다. 이때 영국군 한 하사관은 이렇게 기록하고 있다. “영국군은 괴혈병에 걸려 반쯤 굶주려 뼈만 앙상한 해골이었다.”

### 북쪽
이 시점에서 프랑스 군이 여전히 진을 잡고 있는 것을 보고, 머리는 상대가 준비를 마치기 전에 타격을 감행하기로 결정했다. 영국군이 진격해 오는 것을 보고, 레비는 우익의 3열에 배치된 여단을 실러리 숲으로 후퇴시켰다. 이때 좌익 쪽은 아직 정렬이 끝난 않았고, 영국군 경보병 부대는 프랑스 척탄병 부대를 바로 풍차 밖 오른쪽 측면을 내몰았다. 머리는 예비대인 제35 보병부대에 그 자리를 맡겨 영국의 오른쪽 측면 수비를 복원시켰다. 그러나 풍차를 확보하기 위한 치열한 싸움이 계속되었다.

### 결전
영국 왼쪽 부대가 몇 개의 보루를 점령했지만, 레비는 우익의 군단과 함께 강력한 반격을 가했다. 머리는 마지막 예비대인 제60연대 3대대를 보내 이 반격을 막으려 했다. 또한 중앙에서 43대대에 공격을 명령했지만, 레비는 그것을 대부분 무시하고, 왼쪽 측면을 지원하기 위해 이동했다. 그러나 영국군 좌익은 큰 손실을 입고 무너졌고, 전열은 왼쪽에서 오른쪽으로 무너졌다. 이후 레비는 퀘벡 쪽에서 영국군을 차단하려 했지만, 적이 도주하는 것을 허용했다고 주장했다. 명령대로 일직선으로 공격하는 대신, 위익 여단 중 하나가 길을 잃고 좌익을 돕기 위해 돌진했던 것이다.
이 전투 개시 직후 많은 영국군 대포가 만에서 프랑스의 공격을 압박하고 있었다. 그러나 대포의 포탄이 소진되자 프랑스의 전진은 탄력을 받았다. 머리가 전진을 명령했을 때, 포탄을 실은 마차가 눈 속에 파묻혀 버렸다. 영국군은 쓸모없게 된 대포를 폐기하고 퇴각했다.

## 결과

### 사상자

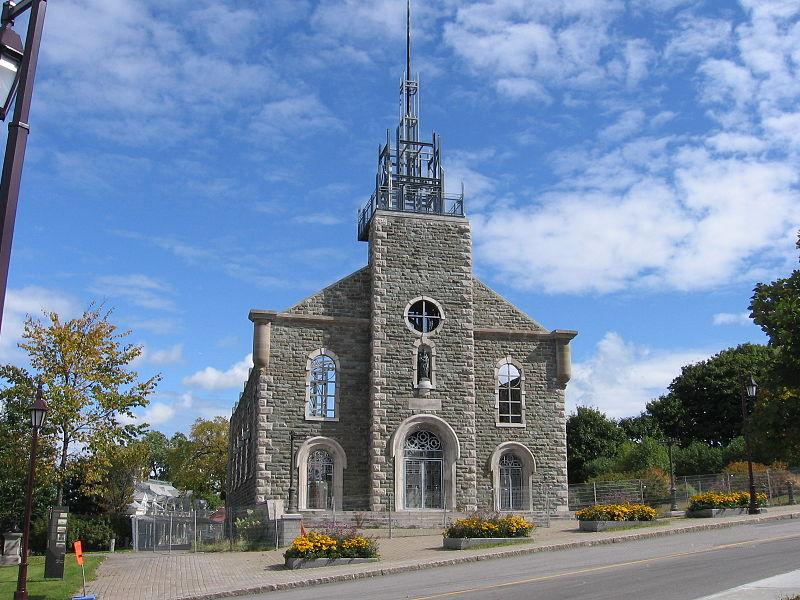
이 전투를 공동기념하는 생트푸아 교회

영국군의 전사자는 292명, 부상자가 837명, 그리고 포로가 53명으로 총 1182명의 전상자와 포로가 나왔다. 프랑스는 833명으로 전사 193명, 그리고 부상자 640명이었다. 제15보병은 계급을 불문하고 836명의 병사 중 138명, 34%가 전사했다. 프레이저 하이랜더스(78연대)의 장교 3/4이 전사하거나 부상당했다. 생트푸아 전투는 캐나다를 무대로 한 전쟁 중 가장 살벌한 것들 중 하나로 만들었다.

### 포위 실패
그러나 레비는 퀘벡을 탈환하지는 못했다. 영국군은 퀘벡 성벽 뒤로 퇴각했고, 5월에 해군 증원군이 도착할 때까지 레비의 약한 포위를 견뎌냈다.
프랑스에서 지원군을 기대하고 있던 레비는 5월 15일 밤 함대의 소리를 듣고, 검토한 결과, 그것은 프랑스가 아닌 영국 함대였다. 프랑스 함대는 전년 가을 키브롱 만 해전에서 영국으로 분쇄되었던 것이다. 그나마 어렵게 보낸 보급선도 샬루어 만의 레스티구치 해전에서 상실했다. 스완튼 사령관이 이끄는 영국 함대 로우이스트오프(HMS Lowestoffe)는 퀘벡에 접근하면서 영국 깃발을 올렸고, 그 뒤를 다이아나(HMS Diana)와 방가드(HMS Vanguard)가 따라오고 있었다. 이들은 세인트 로렌스 강에서 레비에게 가는 보급선을 격파하고 영국군을 지원하러 온 것이다. 상황을 깨달은 레비 군은 5월말에 몬트리올로 퇴각했다. 그해 9월, 누벨프랑스의 총독 보드레이유는 삼면에서 압박하는 압도적인 영국군을 극복하지 못하고 몬트리올에서 항복했다.

## 기념
1863년 퀘벡에서 용감한 이들을 위한 기념(The Monument des Brave)에서 생트푸아 전투를 기념했다. 1850년과 1930년 사이 캐나다 전역에서 벌어진 애도의 물결이 있었다. 이러한 행사는 영국군의 침략에 대한 잔혹함은 생략하고 긍정적 기억을 만들어 영국계 후손과 프랑스계 후손들 간의 친목을 도모하기 위한 것이었다.
1995년 이후 생트푸아에서는 매년 4월에 이 전투를 기념하는 행사가 이루어지고 있다.

## 참고자료
- Brumwell, Stephen. Redcoats: The British Soldier and War in the Americas, 1755-1763. 뉴욕: 캠브리지 대학교 출판부, 2002. ISBN 0-521-80783-2
- Chartrand, Rene (2000). 《Canadian Military Heritage》. Casemate Publishing. ISBN 2920718517. 2006년 10월 10일에 원본 문서에서 보존된 문서. 2006년 5월 19일에 확인함.